# Sabina Fluxà i Thienemann
Sabina Fluxà i Thienemann (Palma, 1980) és una empresària mallorquina, vicepresidenta i executiva en cap del Grup Iberostar.

## Orígens familiars
El seu besavi, Antoni Fluxà (1853-1918), va fundar a Inca una fàbrica de calçat, pionera en la mecanització de la producció de sabates a Espanya. El seu avi Llorenç Fluxà Figuerola (1907-1993) va heretar el 1928 la fàbrica paterna, la va convertir en una empresa internacionalitzada i de prestigi en el seu sector i li va donar el nom pel qual és actualment coneguda: Lottusse. El 1956, Llorenç Fluxà va adquirir una petita xarxa d'agències de viatges, Viajes Iberia, i es va introduir en el negoci hoteler que començava en aquells dies a enlairar-se a les Illes Balears. El 1962, el segon dels seus fills homes, Miquel Fluxà Rosselló (1938), es va posar al front dels negocis turístics de la família i com a resultat de la seva activitat emprenedora va sorgir una de les empreses espanyoles més consolidades en el sector turístic: el Grup Iberostar, al qual Sabina Fluxà es va incorporar el 2005.

## Primers anys i formació
Sabina Fluxà és la primogènita de les dues filles de Miquel Fluxà (Inca, 1938) i Sabine Thienemann (1951). És llicenciada en administració i direcció d'empreses i MBA per l'Escola Superior d'Administració i Direcció d'Empreses (ESADE). El 2013 va realitzar el Programa d'Alta Direcció d'Empreses de l'IESE Business School.

## Carrera
Va començar a treballar al Grup Iberostar el gener de 2005. Al novembre de 2006 va ser nomenada co-vicepresidenta del grup i el 2017 co-vicepresidenta i CEO. El 2016 es va incorporar al Consell d'Administració de Telefónica com a consellera independent. També és membre de Consell Assessor Regional del BBVA, membre de Consell Rector d'APD Illes Balears, així com patrona de la Fundació Iberostar i la Fundació Endeavor. També va ser consellera d'ACS i Dragados. L'any 2017 va ser escollida una de les dones líders TOP 100 a Espanya.
El 2025 fou inclosa a la llista Forbes de les 50 dones més influents de les Balears.